# Saint-Contest

Saint-Contest este o comună în departamentul Calvados, Franța. În 1 ianuarie 2022 avea o populație de 2.459 de locuitori.